# Blessing Bell
Blessing Bell – japoński film z 2002 roku, wyreżyserowany przez Hiroyuki Tanakę. Pierwszy obraz Tanaki, w którym reżyser zrezygnował z powierzenia głównej roli swojemu ulubionemu dotychczas aktorowi, Shin’ichiemu Tsutsumi – zamiast niego wystąpił Susumu Terajima.